# 小坂井祐莉繪
小坂井祐莉繪（日语：／ Kozakai Yurie，1995年7月6日—）是日本的女性聲優，愛知縣東浦町出身。Crocodile所屬。是知多半島的當地角色「知多娘。」中東浦未來的第2代聲優。

## 人物经历
- 2012年在《知多娘。當地偶像聲優甄選中》合格並擔任東浦未來的聲優[5][6]。2014年被任命為東浦町的「東浦「超」觀光大使」[7]。2017年2月19日加入Crocodile[8][9]。

- 讀大學時經常從愛知縣前往東京工作[10]。

- 在台北國際旅展連續三年獲得最佳表現獎[11]。

## 演出作品
※粗體字為主要角色。

### 電視動畫
2017年
- 偶像時間星光樂園（千依、女孩子）
- 不要輸！！惡之軍團！
- Love米 -WE LOVE RICE-（咕嚕代）
- 海天使的燈火（保健老師、看護師、水族館的廣播）

2018年
- 小邪神飛踢（佩珂拉[12]）

2019年
- B-PROJECT～絕頂*Emotion～（唯月〈幼年〉）
- 五等分的新娘（廣播）

2020年
- 試證明理科生已墜入情網。（綾）
- 22/7（立川絢菜）
- 小邪神飛踢'（佩珂拉、魔獸9）
- 弩級戰隊HXEROS（學生）
- 無能力者娜娜（高梨香織）
- 在魔王城說晚安（斯）

2021年
- 堀與宮村（吉川由紀）
- 轉生成蜘蛛又怎樣！（亞娜）
- 記錄的地平線 圓桌崩壞（空）
- 如果這叫愛情感覺會很噁心（有馬一花）
- EDENS ZERO 伊甸星原（幼年四季、尼可拉、少女、瑪莉亞）
- 月光下的異世界之旅（櫃台後輩、アーシェス）
- 精靈幻想記（朵莉艾斯）

2022年
- 怪人開發部的黑井津小姐（水木香戀）
- 終末的後宮（黑田馬莉亞）
- 佐佐木與宮野（橫田永實）
- 彗星的Freyline（若葉）
- 不會拿捏距離的阿波連同學（宮平老師[13]）
- 作為女主角！～被討厭的女主角與秘密的工作～（根岸）
- 小邪神飛踢X（佩珂拉、天草四郎）
- 杜鵑婚約（秘書）
- 點滿農民相關技能後，不知為何就變強了。（嘉澤爾的戀人）

2023年
- 無意間變成狗，被喜歡的女生撿回家。（月城兔[14]）
- HIGH CARD 至高之牌（蜜雪兒·雷德格雷夫）
- 最強陰陽師的異世界轉生記（女學生）
- EDENS ZERO 第2期（瑪麗亞、女性）
- 第二次被異世界召喚（露莉）
- 堀與宮村 -piece-（吉川由紀[15]）
- 我們的雨色協議（時野谷聰美）
- 超超超超超喜歡你的100個女朋友（警報機）

2024年
- HIGH CARD 至高之牌 season2（米歇爾·萊德格雷夫）
- 月光下的異世界之旅 第二幕（阿貝莉亞·霍普利斯[16]）
- 單人房、日照一般、附天使。（河童辣妹）
- 我回來了、歡迎回家（岩田）
- 從路人角色開始的探索英雄譚（海斗的母親）
- 我的英雄學院 第7期（普良巢舞奈）

2025年
- 全修。（めぐ）
- 我與尼特女忍者的莫名同居生活（克雷娜・芬特爾[17]）
- 我是星際國家的惡德領主！（香菜美）
- 不會拿捏距離的阿波連同學 season2（宮平老師[18]）
- 這是妳與我的最後戰場，或是開創世界的聖戰 Season II（西詩提爾[19]）

### 廣播劇CD
- 知多娘。廣播劇CD系列（2016年，東浦未來[20]）

### 電視節目
- ANYU研!（2017年－2018年、TOKYO MX）
- Knights的HIT商品會議室（2018年－、千葉電視台）
- JAPACON Project （2018年－、BS富士[21]）

### 遊戲
2018年
- 練愛球園（佩珂拉[22]）
- Q&Q 司書解答者（佩珂拉[23]）
- Winning Hand（サザンクロス[24]）
- 魔物娘☆後宮（佩珂拉[25]）

2019年
- 幻獸契約 Cryptract（ナリエ）
- ARCA・LAST 終焉世界與歌姬的果實（コロネコロナ[26]）
- 問答RPG 魔法使與黑貓維茲（夏諾・帕特拉梅賽斯）

2020年
- 碧藍航線（驅逐艦 洪亮）
- 小邪神飛踢！～神保町放置大作戰～（佩珂拉[27]）
- 怪物彈珠（2020年 - 2021年 大谷吉繼[28]、溫娣[29]）
- Action對魔忍（渡瀨紬[30]）

2021年
- 東方Project（依神紫苑[31]）
- 魔法紀錄 魔法少女小圓外傳（由良蛍[32]）
- 少女前線（佩珂拉[33]）

2022年
- Crash Fever（普朗克）
- 緋染天空 Heaven Burns Red（2022年 - 2024年 芙里提卡・巴拉克里希南[34]）

2023年
- 守望傳說（米可[35]）

2024年
- 制服女友（八尋実桜[36]）

2025年
- 制服女友（八尋実桜[37]）

### 其他
- 美濱幕府（靜御前）
- Monster Quest（機器人君）
- （主持人）
- 知多娘。（2012年－，東浦未來〈第2代〉）
- mimiy（2018年－，專屬模特兒）
- 女子摔角團體Stardom（2018年－，摔角場主播）

## 外部連結
- 事務所官方簡歷 （页面存档备份，存于）（日語）
- 小坂井祐莉繪的X（前Twitter） （日語）
- 小坂井祐莉繪的Instagram帳戶 （日語）